# Lambdina lugubrosa
Lambdina lugubrosa là một loài bướm đêm trong họ Geometridae.